# Dytryk VI
Dytryk VI (według innych wersji numeracji: VII lub VIII) (ur. ok. 1256/1257 r., zm. 4 października 1305 r.) – hrabia Kleve od 1275 r.

## Życiorys
Dytryk był najstarszym synem hrabiego Kleve Dytryka V i jego żony, Aleidis, córki hrabiego Sponheim Henryka I. W 1260 r. został zaręczony z Małgorzatą, córką hrabiego Geldrii Ottona II. Po śmierci ojca w 1275 r. został hrabią Kleve. Szybko blisko związał się z królem Niemiec Rudolfem I Habsburgiem, który w 1276 r. potwierdził jego władzę w Kleve, a w 1278 r. powołał Dytryka do swojej rady.
Dytryk prowadził zwykle pokojową politykę wobec sąsiadów, starając się jednak podnieść prestiż władców Kleve. W 1277 r. zawarł sojusz z hrabią Geldrii Renaldem I, prawdopodobnie w tym samym czasie sprzymierzył się z arcybiskupem Kolonii Zygfrydem z Westerburga. W trakcie sporu o sukcesję limburską poparł księcia Brabancji Jana I Zwycięskiego przeciwko swoim dotychczasowym sojusznikom, nie wziął jednak udziału w decydującej bitwie pod Worringen w 1288 r. Następnie Dytryk zaangażował się w konspirację przeciwko hrabiemu Holandii Florisowi V, która doprowadziła do zamordowania holenderskiego władcy w 1296 r., czego efektem były pewne zyski terytorialne Kleve. Przywrócił także w tym okresie dobre stosunki z Geldrią, doprowadzając do ślubu swego syna Dytryka z córką Renalda I. W 1298 r. odkupił od swego zadłużonego młodszego brata Dytryka Lufa Linn.
Po śmierci swej pierwszej żony, w 1290 r. Dytryk poślubił w Erfurcie Małgorzatę, córkę hrabiego Kiburga Eberharda I – krewną króla Rudolfa z bocznej linii Habsburgów (Habsburg-Laufenburg). Przy tej okazji Dytryk otrzymał od króla w zastaw królewskie miasto Duisburg, które odtąd pozostało w rękach hrabiów (a następnie książąt) Kleve, stanowiąc jeden z głównych ośrodków państwa. Dytryk pozostawał w dobrych stosunkach także z synem króla Rudolfa, królem Niemiec Albrechtem I Habsburgiem, który także poczynił nadania na rzecz kliwijskiego hrabiego, a w 1300 r. przyznał mu przywilej pozbawiający królewskich urzędników jurysdykcji na terytorium Kleve.
Dytryk kontynuował politykę wewnętrzną swego ojca i dziada, dbając o kolonizację terytorium swego państwa, a także o rozwój miast. Okres jego rządów zadecydował o dużym wzroście znaczenia hrabiów Kleve na arenie politycznej Rzeszy. Zmarł w 1305 r., został pochowany w rodowej nekropoli w klasztorze w Bedburgu.

## Rodzina
Pierwszą żoną Dytryka była Małgorzata, córka hrabiego Geldrii Ottona II. Z tego małżeństwa pochodziło troje dzieci:
- Adelajda, żona hrabiego Waldeck Henryka IV,
- Katarzyna, zakonnica,
- Otto, następca ojca jako hrabia Kleve.

Po śmierci Małgorzaty Dytryk ożenił się z Małgorzatą, córki Eberharda I, hrabiego Kiburga. Z tego związku pochodziło prawdopodobnie ośmioro dzieci:
- Dytryk VII, hrabia Kleve po swym bracie Ottonie,
- Małgorzata, żona hrabiego Lodi, Henryka flandryjskiego (syna hrabiego Flandrii Gwidona z Dampierre),
- Jan, hrabia Kleve po swym bracie Dytryku VII,
- Irmgarda, żona hrabiego Alteny Gerarda I,
- Agnieszka, żona hrabiego Bergu Adolfa VI,
- Maria, zakonnica w Bedburgu,
- Eberhard,
- Anna, żona hrabiego Cuyk-Arnsberg Gotfryda IV.